# Gregor Mendel
Gregor Johann Mendel (česky též Řehoř Jan Mendel, 20. července 1822 Hynčice – 6. ledna 1884 Brno) byl moravský přírodovědec německého původu, zakladatel genetiky a objevitel základních zákonů dědičnosti, biolog, matematik, botanik, zajímal se také o meteorologii. Byl učitelem, mnichem, knězem a později opatem augustiniánského kláštera na Starém Brně.

## Život

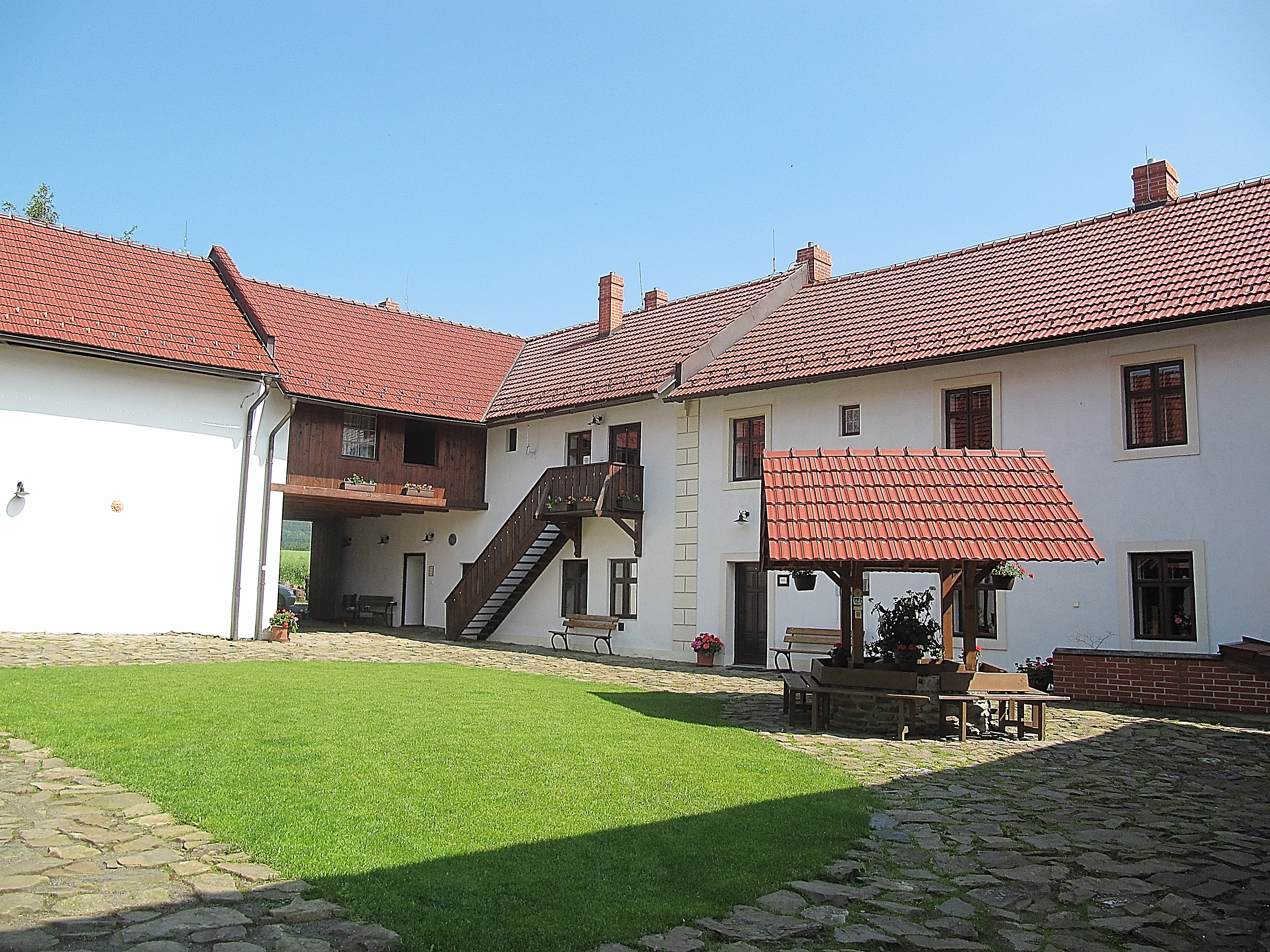
Rodný dům Gregora Mendela v Hynčicích

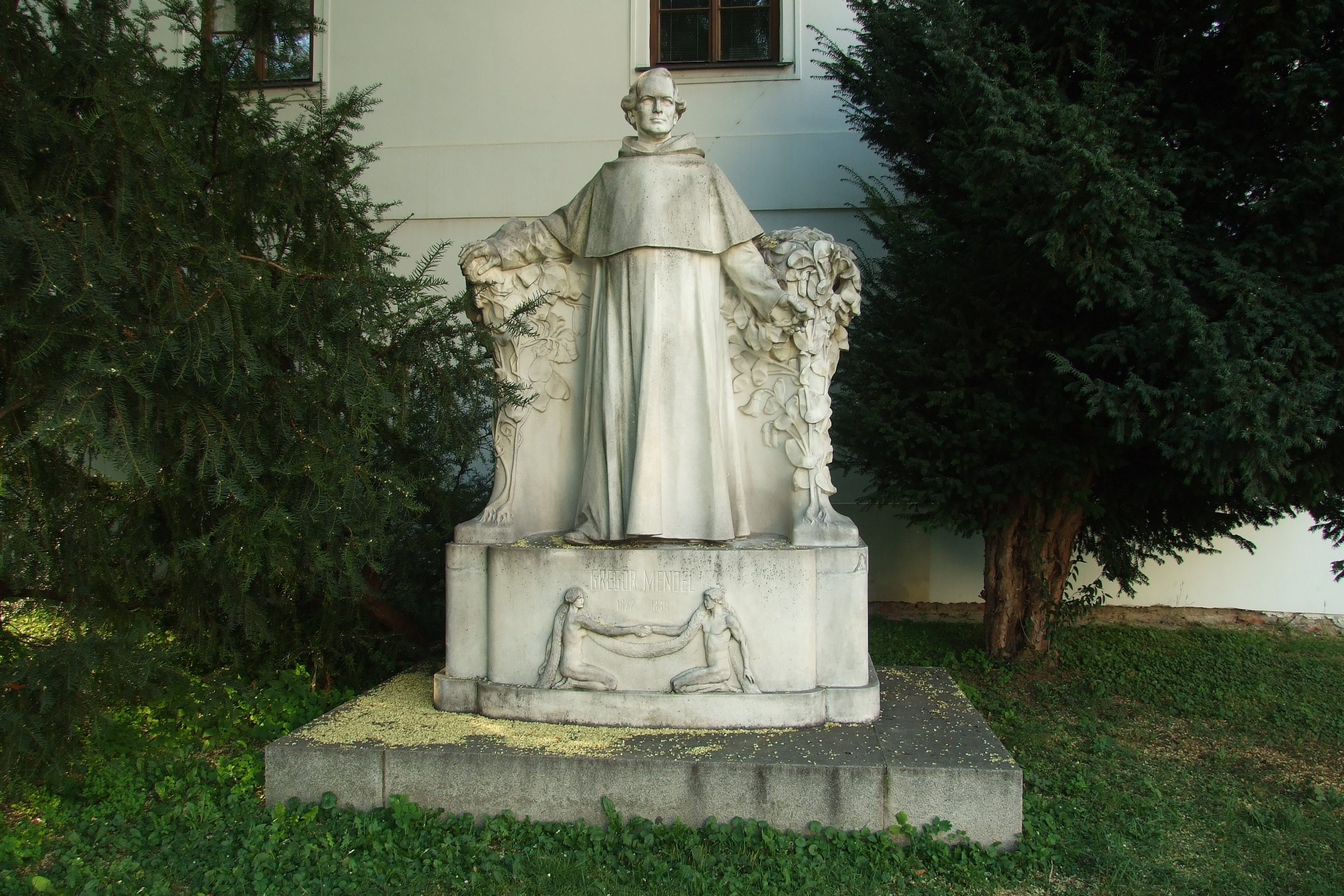
Mendelův pomník v zahradě Starobrněnského kláštera

Johann Mendel se narodil 20. července 1822 v rodině německojazyčných drobných zemědělců v Hynčicích ve Slezsku v domě čp. 58 (nyní čp. 69) Antonu Mendelovi a jeho manželce Rosině, rozené Schwirtlich. Pokřtěn byl v blízké moravské vesnici Dolní Vražné. Jeho mateřským jazykem byla němčina, nicméně vzhledem k tomu, že později působil v dvojjazyčném prostředí, se naučil plynně česky. Sám se cítil být „Moravanem německé řeči“.
Po absolvování základní školy v Hynčicích navštěvoval piaristickou školu v Lipníku nad Bečvou. Středoškolské vzdělání ukončil maturitní zkouškou na gymnáziu v Opavě. V letech 1840 až 1843 studoval na filozofické fakultě univerzity v Olomouci. V této době v Olomouci vyučoval přírodopis a polní hospodářství Johann Karl Nestler, výzkumník na poli šlechtění zvířat a rostlin, jehož výzkum šlechtění ovcí podle některých autorů ovlivnil pozdější Mendelovu práci. Dalším olomouckým profesorem, který jej ovlivnil, byl Bedřich Franz. Během studia se Mendel živil převážně kondicemi. Z finančních důvodů a na přání matky vstoupil do kněžského semináře. V roce 1843 přišel do augustiniánského kláštera sv. Tomáše na Starém Brně a přijal řeholní jméno Gregor. V semináři u kostela sv. Michala v Brně absolvoval J. G. Mendel studia teologie. V kostele sv. Michala byl slavnostně vysvěcen na kněze a 15. srpna 1847 v něm sloužil svoji první mši.
Ve svých 28 letech se jako suplent (řečtiny, latiny, němčiny a matematiky) gymnázia ve Znojmě, kde také přechodně bydlel v domě č. 42 na ulici Horní České, přihlásil k učitelským zkouškám z přírodopisu a fyziky na univerzitě ve Vídni. U zkoušek celkově neuspěl, paradoxně kvůli neúspěchu v přírodopisu. V letech 1851–1853 studoval Mendel matematiku, fyziku, chemii, botaniku, zoologii a paleontologii. Jeho profesorem fyziky ve Vídni byl Christian Doppler, který prosazoval užití kombinatoriky a teorie pravděpodobnosti v aplikovaných vědách. V roce 1853 ukončil studium na univerzitě ve Vídni, aniž by se mu z důvodu náhlé těžké nemoci podařilo složit profesorské zkoušky. Krátce pak ještě učil jako suplent přírodopisu a fyziky na 1. německé reálce v Jánské ulici v Brně. Během studií se velmi zajímal o fyziku, matematiku a meteorologii. Díky důkladnému studiu těchto věd si uvědomil důležitost matematiky a statistiky pro vysvětlování přírodních dějů. Toho později využil během svých pokusů s hrachem.
Po smrti opata Cyrila Nappa byl roku 1868 zvolen opatem starobrněnského augustiniánského kláštera a v této pozici představoval významnou osobnost Brna a Moravy v Rakousku-Uhersku. K této vysoké funkci, v níž zůstal až do své smrti roku 1884, postupně přibíral další a byl nucen svou pokusnou činnost stále více zanedbávat. V roce 1876 se stal náměstkem ředitele nově vzniklé Hypoteční banky markrabství Moravského, v letech 1881 až 1883 byl jejím ředitelem.
Posledních deset let života spotřeboval hodně času a energie ve sporu s rakouskou vládou kvůli zvýšenému příspěvku do náboženského fondu vypočítávaném z klášterního majetku. V roce 1883 vážně onemocněl a 6. ledna 1884 v klášteře zemřel. Dne 9. ledna 1884 byl pochován do hrobky augustiniánů na brněnském Ústředním hřbitově. Rekviem v kostele dirigoval klášterem na studiích v Brně podporovaný lašský rodák Leoš Janáček.

## Zkoumání dědičnosti

Sedm charakteristik hrachu pozorovaných Mendelem a popsaných v práci „Pokusy s rostlinnými hybridy“

Po návratu do Brna se v letech 1856–1863 věnoval křížení hrachu a sledování potomstva. Na základě svých pokusů formuloval tři pravidla, která později vešla ve známost jako Mendelovy zákony dědičnosti. Díky těmto pokusům je někdy označován jako „otec genetiky“. Později byla jeho experimentální data mnohokrát prověřována, protože se mnoha kritikům zdála až příliš přesná. Spíše než falšování dat ale lze Mendelovi vytýkat to, že ze svých mnoha tisícovek pokusů zveřejnil pouze ty, které nejlépe dokládaly jeho teorie. Tomuto závěru také napovídá to, že z mnoha znaků, které Mendel sledoval, nakonec popsal pouze ty, které jsou ovlivněny jediným genem a u kterých je dědičnost nejjednodušší. Dále je zřejmé, že aplikoval dnes nepřípustný postup, kdy pokusy, které nevyšly úplně přesně, nastavoval dalšími minipokusy tak dlouho, dokud nedostal přesně ten poměr, který chtěl. Faktem však je, že v tehdejší době, kdy statistika de facto neexistovala a Mendelova práce byla jedna z prvních, která aplikovala matematické metody na biologický výzkum, lze tento postup považovat za normální. Navíc se tím ani nijak zvláště netajil.
Své pokusy na rostlinách přednesl 8. února a 8. března 1865 na setkáních Brněnského přírodovědeckého spolku a následně publikoval v práci „Pokusy s rostlinnými hybridy“ (1866) (německy Versuche über Pflanzen-Hybriden).

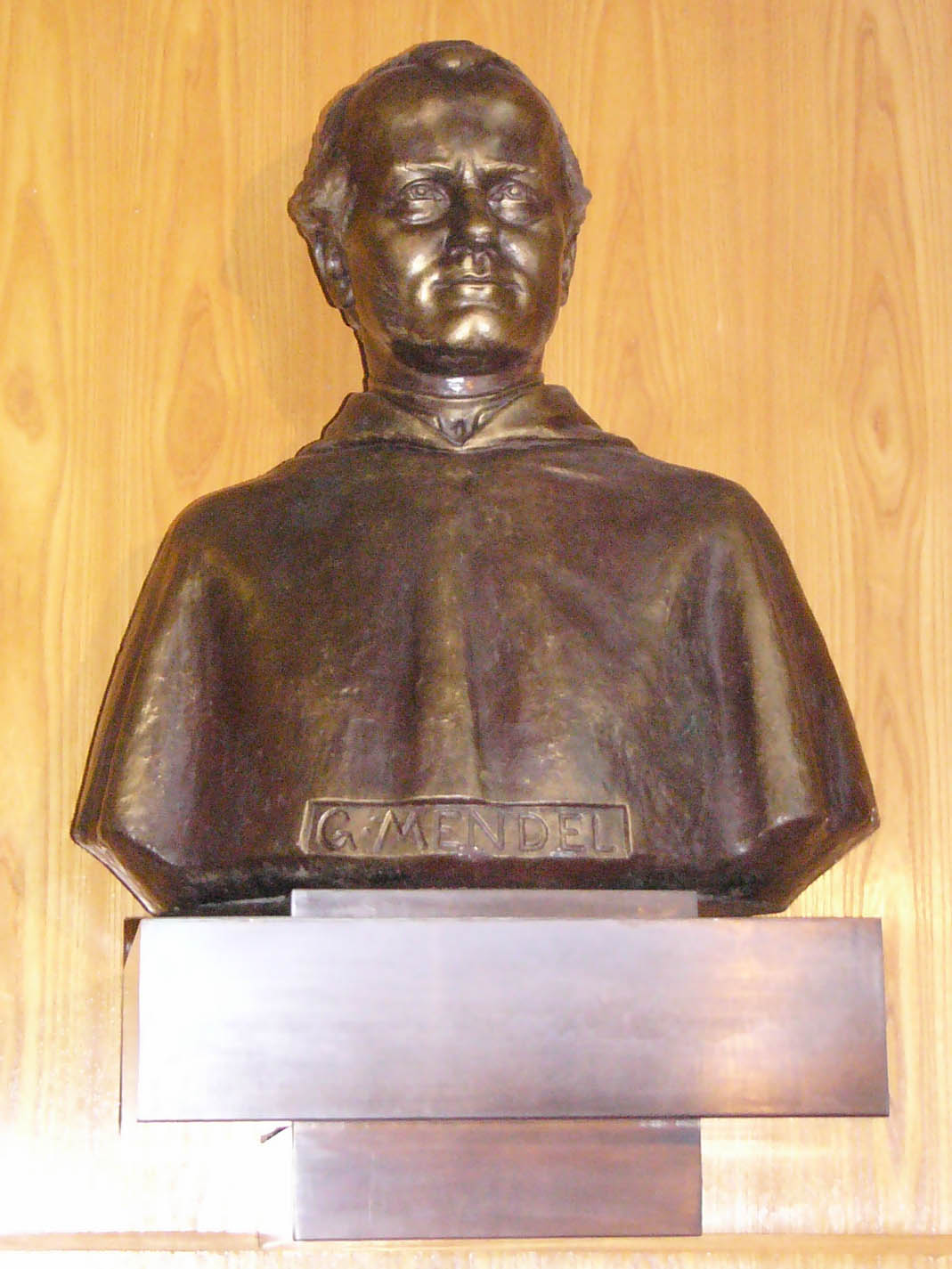
Gregor Mendel – busta na snímku z doby, kdy stála v aule Mendelovy univerzity v Brně (později byla přemístěna do areálu Zahradnické fakulty v Lednici)

V roce 1869 se mu dostalo jediné pocty za svého života v odborných přírodovědných kruzích: byl zvolen viceprezidentem Přírodovědeckého spolku v Brně. Téhož roku vyložil na půdě tohoto spolku výsledky své druhé práce v oboru křížení rostlin o jestřábnících. Jestřábníky byly ovšem nešťastnou volbou, vzhledem k jejich atypickému rozmnožování, které v té době nebylo známo. Mendel tak nabyl přesvědčení, že jím objasněné zákonitosti vlastně neplatí.
Mendelův přínos pro biologii byl rozpoznán až po jeho smrti, začátkem 20. století Hugo de Vriesem, Carlem Corrensem, Erichem von Tschermakem a především Williamem Batesonem, který nechal přeložit jeho práci do angličtiny. Nešlo jen o to, že položil základy oboru genetiky a definoval principy nyní známé jako Mendelovy zákony dědičnosti, ale jako jeden z prvních použil ve své práci biostatistické metody.

## Mendel jako meteorolog
Od roku 1862 až do své nemoci (1883) prováděl Mendel každodenní meteorologická pozorování pro Meteorologický ústav ve Vídni. V seznamu třinácti Mendelových publikací se devět týká meteorologie.

## Mendel jako včelař
Předmětem zájmu Mendela byl i výzkum včely medonosné. Stal se obhájcem objevu unisexuální reprodukce zvané partenogeneze u včel. Objevitelem partenogeneze byl polský kněz a včelař Jan Dzierżon, společně s Mendelem čelili nepochopení z církevních kruhů.

## Památka
Dílo a život Gregora Mendela od roku 2002 prezentuje Mendelovo muzeum Masarykovy univerzity umístěné v autentických prostorách starobrněnského opatství. Moravské zemské muzeum se od roku 1965 propagaci jeho vědeckého a kulturního odkazu věnuje v rámci svého centra Mendelianum. Jméno zakladatele genetiky nese ve svém názvu Mendelova univerzita v Brně. Rodný dům v Hynčicích, poměrně rozsáhlý rolnický statek, byl v roce 1966 prohlášen kulturní památkou a vedle expozice věnované Mendelově životu a dílu se v něm nacházejí i exponáty zobrazující venkovský život regionu Kravařsko. V roce 2007–2008 bylo muzeum zcela rekonstruováno za přispění evropských fondů.
Byla po něm pojmenována planetka (3313) Mendel. Na odvrácené straně Měsíce (poblíž Mare Orientale) a na Marsu se nachází krátery Mendel pojmenované na přírodovědcovu počest. Jeho jméno nese i první česká vědecká stanice v Antarktidě.
V roce 1976 o něm režisér Jiří Bělka natočil životopisný film Strom vědění dobrého s Karlem Högerem v hlavní roli.
V roce 1992 gymnázium v Opavě, kde Mendel studoval, přijalo na jeho počest název Mendelovo gymnázium Opava.
Po J. G. Mendelovi byl pojmenován (k r. 2017) také pár vlaků kategorie expres společnosti České dráhy jezdící v trase Praha–Pardubice–Brno.
V průběhu června 2021 byly na brněnském Ústředním hřbitově z augustiniánské hrobky exhumovány kosterní pozůstatky Gregora Johanna Mendela a tři měsíce zkoumány týmem vědců. Tento výzkum byl součástí programu oslav 200. výročí Mendelova narození v roce 2022.